# حصن القدم
حصن القدم وهو من الحصون التاريخية القديمة يقع في مدينة السواء جنوب مدينة تعز على بعد 30 كيلومتراً، وعن سوق النشمة 9 كيلومترات على الخط الرئيس المؤدي من تعز إلى تربة ذبحان، وعن مدينة التربة 68 كيلومترا.

## نبذه عن تاريخ الحصن
ورد ذكر السواء عند العديد من المؤرخين في معجم البلدان لياقوت الحموي، وفي كتاب المفيد لعمارة اليمني وغيرهم كثير، وبقي اسم مدينة السواء التاريخية يتردد في المصادر التاريخية إلى العصر الحديث، وموقعها القديم يسمى «حصن القدم» وتدل الشواهد الأثرية والنقشية المكثفة في اليمن حديثاً أن مدينة السواء وحصنها كانتا موجودتين قبل الإسلام.
وحصن القدم من الحصون التاريخية المنيعة، كان من المعاقل الرئيسة للملوك «بني الكِرِندي» في القرن الخامس الهجري ولا تزال هناك شواهد من بقايا أسوار الحصن، وبعض من المباني القائمة حتى الآن، ويذكر نتائج المسح السياحي في تسعينات القرن الماضي أنه شوهد في أعلى الحصن آثارا لمعبد قديم، وفي أسفل الحصن من الناحية الجنوبية بقايا آثار لمعبد آخر ولا تزال بقايا سور الحصن في جميع الجهات وإن تناثرت أحجاره والباب الرئيس للحصن يقع في الناحية الجنوبية، وتوجد في أنحاء الموقع خزانات مياه عديدة ما زالت بحالة جيدة منها في الناحية الشمالية، وإلى أسفل الحصن خزان كبير يسمى بركة الجاهلي، وما يزال معظمه قائماً، وفي الجهة الجنوبية تشاهد من صهاريج المياه منقورة نقراً حكيماً في الصخر.